# Алвар (округ)
Алвар (гінді अलवर जिला, англ. Alwar district) — округ індійського штату Раджастхан в межах Національного столичного регіону та пагорбів Араваллі із центром у місті Алвар.

## Ресурси Інтернету
- Alwar district [Архівовано 1 грудня 2009 у Wayback Machine.] Maps of India
- Alwar district Rajasthan Online

| Індія | Це незавершена стаття з географії Індії. Ви можете допомогти проєкту, виправивши або дописавши її. |